# Крутец (Харовский район)
Крутец — деревня в Харовском районе Вологодской области на реке Уфтюга.
Входит в состав Азлецкого сельского поселения, с точки зрения административно-территориального деления — в Азлецкий сельсовет.
Расстояние по автодороге до районного центра Харовска — 70 км, до центра муниципального образования Поповки — 16 км. Ближайшие населённые пункты — Кулешиха, Дор, Дружинино.
По переписи 2002 года население — 14 человек.